# Careta (álbum)
Careta es el cuarto álbum oficial del cantautor, compositor y músico Gonzalo Yáñez. 
Fue grabado entre finales del 2011 a principios de 2012, después de más de cuatro años de haber lanzado su disco Dispara (2008), por estar ocupado en hacer canciones y producirlas, para series juveniles como Amango, Química, el juego del amor, de Canal 13, etc. Este álbum, marca mucha diferencia en cuanto a sus discos anteriores, ya que se aleja del pop.
A mediados de año, lanzó el primer sencillo extraído de Careta, llamado Demasiado Temprano, una canción melódica que refleja una crisis emocional tras la ruptura de una relación sentimental de muchos años.
Un segundo sencillo vio la luz ese mismo año, Ser Indio, una canción con un pequeño sonido clásico de The Beatles y unas de las más enérgicas del álbum.
La puesta en venta del CD fue en febrero de 2013, aprovechando que el músico tocaba como guitarrista de Jorge González en el festival de Viña del Mar 2013, poniéndose en venta en algunos supermercados Jumbo y Tottus del país.
El lanzamiento de Careta, fue en el Teatro Mayor del Centro Cultural Matucana 100, el jueves 2 de mayo de 2013, con más de 500 personas en las galerías, tocando temas de su nuevo disco y temas antiguos de su repertorio como A mis 20, Volvemos a caer, Lo mejor para los dos, etc.
Contó con la participación de músicos como Pedropiedra (en El contestador y Camina con Cuidado), Gepe (en Sin mirar el suelo) y Jorge de la selva (en Pájaros de Bolivia).

## Lista de canciones
Todas las canciones escritas y compuestas por Gonzalo Yáñez. 
| N.º   | Título                                      | Duración |  |
| 1.    | «Let's Get It Down»                         | 3:25     |  |
| 2.    | «Después de mi guitarra»                    | 3:29     |  |
| 3.    | «Demasiado temprano»                        | 3:51     |  |
| 4.    | «Ser indio»                                 | 3:48     |  |
| 5.    | «El contestador (feat. Pedropiedra)»        | 3:59     |  |
| 6.    | «Algo de ti (feat. Jorge González)»         | 3:25     |  |
| 7.    | «Camina con cuidado»                        | 3:58     |  |
| 8.    | «Lola»                                      | 3:57     |  |
| 9.    | «La oscura noche»                           | 3:29     |  |
| 10.   | «Sin mirar el Suelo»                        | 4:14     |  |
| 11.   | «Pájaros de Bolivia (feat. Andrés Nusser)»  | 2:30     |  |
| 12.   | «Ritual de la lluvia»                       | 1:21     |  |
| 13.   | «Tratar de entender (feat. Jorge González)» | 3:34     |  |
| 43:29 |                                             |          |  |

## Sencillos
- Demasiado temprano, 2012.
- Ser indio, 2012.
- Algo de ti, 2013.

## Personal
Los Caretas
- Gonzalo Yáñez - Voz, guitarra y charango.
- Eduardo Quiroz - Batería, percusiones y coros.
- Nicolás Vega - Guitarra, percusiones, coros y fotos.
- Leonardo Saavedra - en piano, teclados y Guitarra.
- Pablo Freire - Bajo.

Músicos invitados
- Jorge González: coros ("Let's Get It Down", "Ser indio" y "Lola") y voz ("Algo de ti" y "Tratar de entender").
- Pedropiedra: batería y voz ("El contestador").
- Andrés Nusser: voz ("Pájaros de Bolivia").
- Cecilia Amenábar: coros ("Ser indio", "Algo de ti" y "Pájaros de Bolivia").
- Gepe: percusión ("Ritual de la lluvia").